# 达尼洛·图尔克
达尼洛·图尔克（發音：[daˈníːlɔ ˈtýɾk]；1952年2月19日—）是斯洛文尼亚总统。他也是一名律师和外交官。

## 早期生活
图尔克出生在斯洛文尼亚（南斯拉夫社会主义联邦共和国的一部分）马里博尔一个较低层的中等阶层家庭。他的父亲去世时，他还是个孩子。他在马里博尔读了高中。1971年，他就读于卢布尔雅那大学，在那里学习法律。他从贝尔格莱德大学法学院获得硕士学位。 1978年，他成为卢布尔雅那法律学院的助教。 1982年，他获得博士学位。 1983年，他成为卢布尔雅那大学国际法研究所所长。在随后的几年中，他为争取少数人的权利工作。20世纪80年代中期，他与国际特赦组织合作报告南斯拉夫的人权问题。
1986年至1992年间，他曾担任联合国经济，社会和文化权利实现的特别报告员。1990年，他回到斯洛文尼亚参加斯洛文尼亚国民大会由France Bučar和Peter Jambrek领导的宪法委员会。他与人合作撰写了1991斯洛文尼亚宪法的人权章节。

## 外交和学术生涯
1992年到2000年，图尔克是第一任斯洛文尼亚常驻联合国代表。在此期间，他在1998年8月和1999年11月担任联合国安全理事会主席，1997年和1998年间，他是联合国人权委员会的成员。2000年到2005年，他担任负责政治事务的联合国助理秘书长。 2005年，他回到斯洛文尼亚，成为卢布尔雅那大学法律学院国际法教授和学生事务副院长。

## 竞选总统

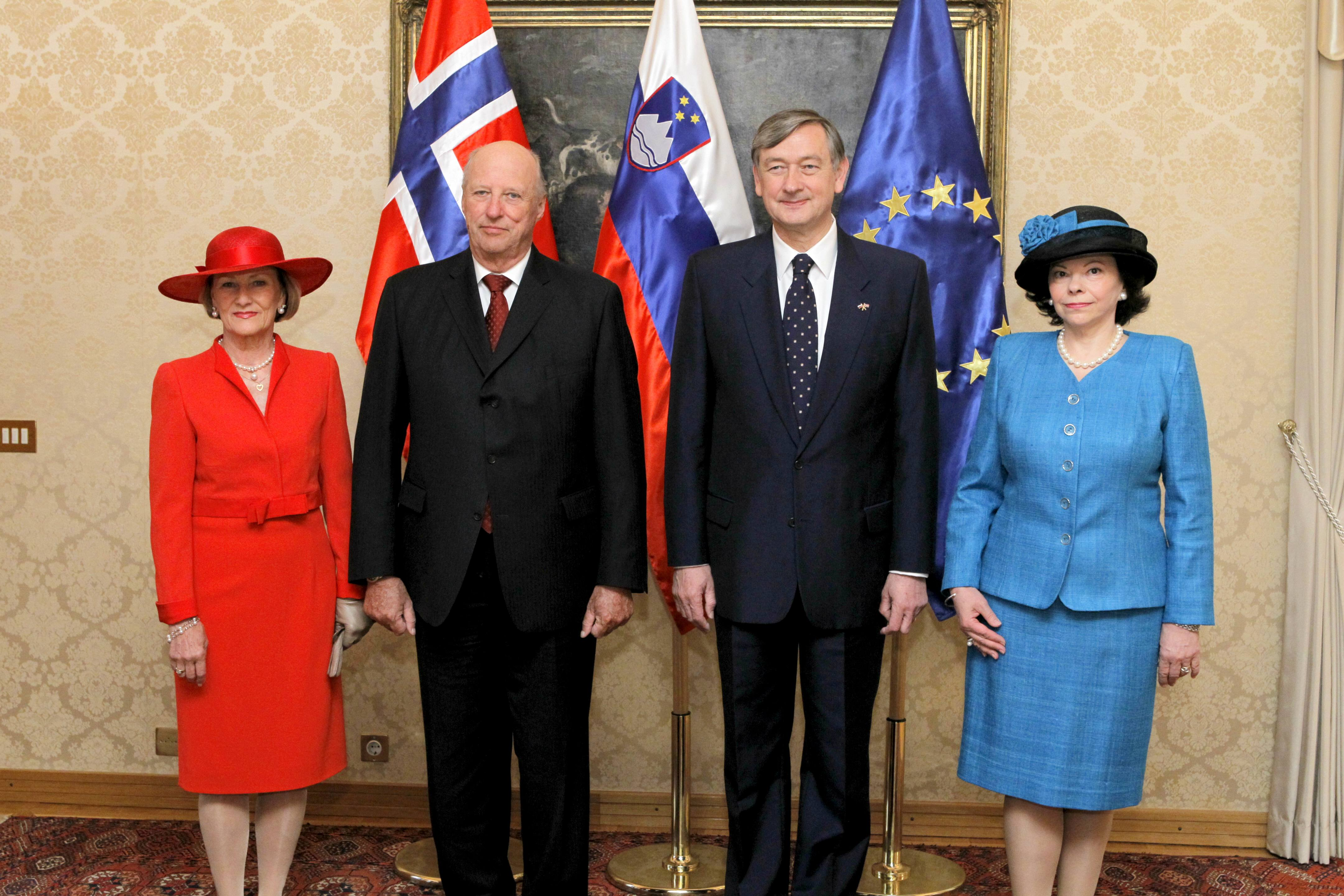
达尼洛·图尔克和他的妻子Barbara与挪威国王哈拉尔五世和宋雅王后一起在2011年

2007年6月，他宣布作为一个独立候选人参加洛文尼亚2007年总统大选。他获得由反对派Zares和社会民主党，退休者民主党，以及议会外的基督教社会党和民主党组成的左翼党派广泛联盟的支持。在2007年10月21日举行的总统选举中，第一轮他名列第二，有24.54％的选票，他的对手中间偏右的候选人Lojze Peterle获得28.50％的民众投票。他在2007年11月11日的第二轮投票中压倒性的获得68.2％的选票，从而竞选成功。 2007年12月23日，成为第三任斯洛文尼亚总统。

## 个人生活
达尼洛·图尔克与Barbara Miklič结婚，他们有一个女儿。他是斯洛文尼亚民主党成员Vitoslav Türk的兄弟。

## 荣誉

### 外国勋章奖章
- 芬兰白玫瑰大十字勋章附颈饰（芬兰，2010年[5]）
- 白隼大十字勋章（英语：Order of the Falcon）（冰岛，2011年5月3日[6]）